# Fabio Wibmer
Fabio Wibmer, né le 30 juin 1995, est un cycliste autrichien.

## Biographie
« Star du vélo (dh,trial, vtt...) et de YouTube »,  il est un spécialiste de street trialet il est rider MTB. L'Équipe le considère comme le meilleur Rider de sa génération.
En 2016, il devient champion d'Autriche de descente VTT.
Il est sponsorisé par la marque de boisson énergisante red bull depuis juin 2017.

## Palmarès en VTT
- 2016
  -  Champion d'Autriche de descente